# Kuma Kuma Kuma Bear
Kuma Kuma Kuma Bear (jap. くまクマ熊ベアー Kuma kuma kuma beā) – seria light novel napisana przez Kumanano i zilustrowana przez 029, publikowana online od 2014 w serwisie Shōsetsuka ni narō. Później została przejęta przez wydawnictwo Shufu to Seikatsu Sha, które od maja 2015 opublikowało 18 tomów pod swoim imprintem PASH! Books.
Adaptacja mangowa z ilustracjami Sergeia ukazuje się w magazynie internetowym Comic PASH! wydawnictwa Shufu to Seikatsu Sha od 2018 i została zebrana w siedmiu tomach tankōbon.
Na podstawie powieści studio EMT Squared wyprodukowało serial anime, który emitowano od października do grudnia 2020. Drugi sezon był emitowany od kwietnia do czerwca 2023.

## Bohaterowie
- Yuna (jap. ユナ)

Seiyū: Maki Kawase 
15-letnia dziewczyna, która mieszka sama. Ze względu na swoje finanse, w wieku 12 lat postanowiła wycofać się z życia społecznego, by grać w World Fantasy Online tak często, jak to tylko możliwe. Postanawia cieszyć się nowym życiem w innym świecie, ponieważ nie miała żadnego powodu, by wracać do swojego pierwotnego świata.
- Fina (jap. フィナ Fiina)

Seiyū: Azumi Waki 
10-letnia dziewczynka i mieszkanka miasteczka Crimonia. Ponieważ w młodym wieku została zmuszona do opieki nad rodziną, jest bardzo odpowiedzialna i dojrzała. Jak zauważyły jej matka i Yuna, Fina ma niezwykłą mentalność jak na dziesięciolatkę. Poznała Yunę po tym, jak ta uratowała ją przed wilkami, a później została jej partnerką (ponieważ Yuna boi się oprawiać swoje ofiary).
- Noire Foschurose (jap. ノアール・フォシュローゼ Noāru Foshurōze)

Seiyū: Rina Hidaka 
10-letnia dziewczynka i szlachcianka mieszkająca w mieście Crimonia. Ma starszą siostrę o imieniu Shia Foschurose. Ponad wszystko kocha misie Yuny. Jej przezwisko to „Noa”.
- Shuri (jap. シュリ)

Seiyū: Miyu Tomita 
Młodsza siostra Finy i córka Telminy.
- Misana Farrengram (jap. ミサーナ・ファーレングラム Misāna Fārenguramu)

Seiyū: Satomi Amano 
Wnuczka Gran Farrengrama. Jej przezwisko to „Misa”.
- Shia Foschurose (jap. シア・フォシュローゼ Shia Foshurōze)

Seiyū: Inori Minase 
15-letnia dziewczyna, starsza siostra Noire i córka Cliffa i Eleanory Foschurose. Obecnie mieszka razem z matką w Królewskiej Stolicy i uczęszcza do Królewskiej Akademii, podczas gdy jej siostra i ojciec mieszkają razem w Crimonii.
- Cliff Foschurose (jap. クリフ・フォシュローゼ Kurifu Foshurōze)

Seiyū: Kōji Yusa 
Feudalny władca Crimonii. Według Yuny jest on panem, który troszczy się o wszystkich mieszkańców jego włości, w tym o sierociniec. Zwolnił nawet jednego ze swoich pomocników za sprzeniewierzenie funduszy sierocińca.
- Gentz (jap. ゲンツ Gentsu)

Seiyū: Satoshi Tsuruoka 
Pracownik gildii i mieszkaniec Crimonii. Później zostaje ojczymem Finy i Shuri. Gdy był poszukiwaczem przygód należał do grupy Telminy i Roya.
- Kumakyū (jap. くまきゅう)

Seiyū: Yūko Kurose 
Bestia przywołana przez Yunę razem z Kumayuru. Jest to biały z dwóch przywołanych przez nią niedźwiedzi.
- Kumayuru (jap. くまゆる)

Seiyū: Emi Miyajima 
Bestia przywołana przez Yunę razem z Kumakyū. Jest to czarny z dwóch przywoływanych przez nią niedźwiedzi.
- Telmina (jap. ティルミナ Teiramina)

Seiyū: Yume Miyamoto 
Matka Finy i Shuri oraz mieszkanka Crimonii. Jest troskliwą i matczyną postacią, która przez wiele lat żyła w ubóstwie. Darzy wielką miłością swoją rodzinę i dobroczyńcę Yunę, której jest dozgonnie wdzięczna. Później zostaje przedstawicielką sierocińca.
- Lala (jap. ララ Rara)

Seiyū: Saki Ichimura 
Pokojówka w rezydencji Foschurose’ów.
- Eleanora Foschurose (jap. エレノラ・フォシュローズ Erenora Foshurōzu)

Seiyū: Yuiko Tatsumi 
33-letnia szlachcianka mieszkająca w Królewskiej Stolicy, matka Noire i Shii oraz żona Cliffa Foschurose’a. Obecnie mieszka razem z Shią w Królewskiej Stolicy, gdzie pracuje jako doradczyni króla, podczas gdy Noire i Cliff mieszkają razem w Crimonii. Mimo że jest po trzydziestce, Yuna opisuje ją jako osobę, która wygląda na zaledwie dwadzieścia lat. Poza tym Eleanora jest znana ze swojej urody.
- Roy (jap. ロイ Roi)

Zmarły mąż Telminy. Gentz, Telmina i on należeli do tej samej grupy poszukiwaczy przygód, zanim on i Telmina wzięli ślub.
- Sanya (jap. サーニャ Sānya)

Seiyū: Lynn 
Mistrzyni gildii poszukiwaczy przygód w Królewskiej Stolicy. Jest elfką, ma młodszą siostrę o imieniu Ruimin i młodszego brata o imieniu Luca.
- Gran Farrengram (jap. グレートファレングラム)

Dziadek Misany Farrengram i feudalny władca wschodniej części miasta Sheelin. Później rządzi całym miastem, ponieważ rodzina Salbertów, która wcześniej rządziła zachodnią częścią, została pozbawiona statusu szlacheckiego po tym, jak zamieszana była między innymi w porwanie.
- Atla (jap. アトラ Atora)

Seiyū: Kana Asumi 
Cechmistrz gildii poszukiwaczy przygód w Milleli.
- Flora (jap. フローラ Furōra)

Seiyū: Hina Kino 
Księżniczka królestwa.

## Light novel
Seria została po raz pierwszy opublikowana online w październiku 2014 na stronie internetowej Shōsetsuka ni narō. Później została przejęta przez wydawnictwo Shufu do Seikatsu Sha, które wydało pierwszy tom jako light novel pod swoim imprintem PASH! Books w maju 2015. W Ameryce Północnej seria jest licencjonowana przez Seven Seas Entertainment.
| Nr   | Data wydania (język japoński) | ISBN (język japoński)  |
| ---- | ----------------------------- | ---------------------- |
| 1    | 29 maja 2015                  | ISBN 978-4-391-14691-2 |
| 2    | 27 listopada 2015             | ISBN 978-4-391-14755-1 |
| 3    | 25 marca 2016                 | ISBN 978-4-391-14810-7 |
| 4    | 29 sierpnia 2016              | ISBN 978-4-391-14811-4 |
| 5    | 25 listopada 2016             | ISBN 978-4-391-14812-1 |
| 6    | 31 marca 2017                 | ISBN 978-4-391-14947-0 |
| 7    | 28 lipca 2017                 | ISBN 978-4-391-14948-7 |
| 8    | 22 grudnia 2017               | ISBN 978-4-391-14949-4 |
| 9    | 30 marca 2018                 | ISBN 978-4-391-15144-2 |
| 10   | 27 lipca 2018                 | ISBN 978-4-391-15145-9 |
| 11   | 30 listopada 2018             | ISBN 978-4-391-15146-6 |
| 11,5 | 25 stycznia 2019              | ISBN 978-4-391-15278-4 |
| 12   | 26 kwietnia 2019              | ISBN 978-4-391-15291-3 |
| 13   | 30 sierpnia 2019              | ISBN 978-4-391-15292-0 |
| 14   | 7 stycznia 2020               | ISBN 978-4-391-15293-7 |
| 15   | 22 maja 2020                  | ISBN 978-4-391-15438-2 |
| 16   | 25 sierpnia 2020              | ISBN 978-4-39-115437-5 |
| 17   | 16 kwietnia 2021              | ISBN 978-4-39-115436-8 |
| 18   | 25 grudnia 2021               | ISBN 978-4-391-15701-7 |
| 19   | 7 października 2022           | ISBN 978-4-391-15785-7 |

## Manga
Adaptacja mangowa ilustrowana przez Sergeia ukazuje się od 28 marca 2018 w magazynie internetowym Comic PASH! wydawnictwa Shufu to Seikatsu Sha. Do maja 2023 została zebrana w 10 tankōbonach. Manga jest również licencjonowana w Ameryce Północnej przez Seven Seas Entertainment.
| Nr | Data wydania (język japoński) | ISBN (język japoński)  |
| -- | ----------------------------- | ---------------------- |
| 1  | 27 lipca 2018                 | ISBN 978-4-391-15218-0 |
| 2  | 22 lutego 2019                | ISBN 978-4-391-15289-0 |
| 3  | 30 sierpnia 2019              | ISBN 978-4-391-15290-6 |
| 4  | 27 marca 2020                 | ISBN 978-4-391-15435-1 |
| 5  | 25 września 2020              | ISBN 978-4-391-15434-4 |
| 6  | 7 maja 2021                   | ISBN 978-4-39-115611-9 |
| 7  | 5 listopada 2021              | ISBN 978-4-391-15613-3 |
| 8  | 17 czerwca 2022               | ISBN 978-4-391-15776-5 |
| 9  | 4 listopada 2022              | ISBN 978-4-391-15892-2 |
| 10 | 2 maja 2023                   | ISBN 978-4-391-15979-0 |

### Kuma Kuma Kuma Beā 〜 Kyō mo Kuma Kuma Biyori 〜
Spin-off Yukinoriego Satō, zatytułowany Kuma Kuma Kuma Beā 〜 Kyō mo Kuma Kuma Biyori 〜 (jap. くまクマ熊ベアー　〜今日もくまクマ日和〜), ukazuje się od 16 września 2020 w magazynie internetowym PASH UP! wydawnictwa Shufu to Seikatsu Sha.
| Nr | Data wydania (język japoński) | ISBN (język japoński)  |
| -- | ----------------------------- | ---------------------- |
| 1  | 7 maja 2021                   | ISBN 978-4-39-115610-2 |
| 2  | 2 września 2022               | ISBN 978-4-39-115774-1 |

## Anime
W styczniu 2020 w czternastym tomie light novel ogłoszono powstanie adaptacji anime. Serial został zanimowany przez studio EMT Squared i wyreżyserowany przez Yū Nobutę. Za kompozycję serii odpowiada Takashi Aoshima, postacie zaprojektował Yuki Nakano, muzykę skomponował Shigeo Komori, natomiast rolę reżysera pełnił Hisashii Ishii. Serial trwał 12 odcinków i emitowany był od 7 października do 23 grudnia 2020 w AT-X i innych stacjach. Pierwszym motywem przewodnim jest „Itsuka no kioku” (jap. イツカノキオク) w wykonaniu Azumi Waki, zaś pierwszym motywem końcowym z odcinków 2–11 jest „Ano ne.” (jap. あのね。) autorstwa Maki Kawase. Kawase i Waki wykonały również drugi motyw końcowy „Ano ne. -loved ones ver.-” (jap. あのね。-loved ones ver.-) z odcinka 12. Funimation nabyło serię i udostępniło ją na swojej stronie internetowej w Ameryce Północnej i na Wyspach Brytyjskich. 19 stycznia 2021 Funimation ogłosiło, że serial otrzyma angielski dubbing, którego premiera odbyła się następnego dnia.
23 grudnia 2020, po emisji finału pierwszego sezonu, ogłoszono produkcję drugiego sezonu. Później podano do wiadomości, że będzie nosił tytuł Kuma Kuma Kuma Bear Punch!, zaś jego premiera odbyła się 4 kwietnia 2023. Motywem otwierającym jest „Kimi to no mirai” (jap. キミトノミライ) autorstwa Azumi Waki, zaś końcowym „Zutto” (jap. ずっと) w wykonaniu Maki Kawase. Ostatni odcinek wyemitowano 19 czerwca.